# Centauro ferito
Il Centauro ferito è un dipinto a tempera d'uovo e olio su tavola (77,5x68,5 cm) di Filippino Lippi, databile al 1485-1490 circa e conservata nella Christ Church Picture Gallery di Oxford.

## Storia
L'opera entrò nella collezione d'arte del Christ Church College nel 1834 con la donazione Fox-Strangways. L'opera viene in genere datata vicino a lavori come la Pallade e il centauro di Botticelli, con cui condivide la figura del protagonista maschile, rappresentato con un attento studio anatomico nel torso. Inoltre l'artista dovette utilizzare uno studio di un sarcofago romano con centauro oggi nei Musei Vaticani (lo studio è al Nationalmuseum di Stoccolma). Può darsi che l'opera, per le sue dimensioni, facesse parte di una commissione di più pannelli decorativi da esporre o da regalare in occasione di un fidanzamento o di un matrimonio.

## Descrizione e stile
In un paesaggio roccioso, con un'ariosa apertura sul mare a sinistra, un centauro, uscito dalla grotta in cui si intravede la sua famiglia, ha trovato la faretra di Cupido e inavvertitamente si è ferito uno zoccolo con una freccia. Accanto alla grotta il giovane dio alato se la dorme tenendo l'arco rosso. La scena ha un evidente contenuto allegorico, derivato in parte dai Fasti di Ovidio (Libro V, 387 e ss.), in cui si racconta come il centauro Chirone, mentre ispezionava le frecce di Ercole, si ferisce rimanendo fatalmente contaminato dal veleno dell'Idra di Lerna. Il centauro, per metà uomo e per metà animale, era un simbolo spesso usato dall'Accademia neoplatonica per definire la natura umana, divisa tra istinti più bassi, animali, e ispirazioni alte, voltate al divino.
Il messaggio che qui si è voluto rappresentare è un'allegoria dei pericoli dell'amore: a riprova di ciò c'è l'atteggiamento del centauro che, tutt'altro che contrariato per la ferita, osserva con curiosità le frecce nella faretra decorata d'oro e con un laccio terminante in nappe che svolazza creando sinuose curve, nello stile più tipico dell'artista.
Grande attenzione è riservata al paesaggio, con lo sperone roccioso popolato di alberelli e arbusti a cui fa da contraltare la veduta marina, densa di valori atmosferici che spingono l'occhio in lontananza. Il prato in primo piano è descritto con la stessa amorevole cura, con un arbusto secco dal ramo spezzato.
Sul retro della tavola si trova una composizione incompleta e frammentaria che forse rappresenta un'allegoria del Fato o della Fortuna, forse un'idea abbandonata piuttosto che il progetto per una decorazione fronte-retro.